# Gens Arennia
La gens Arennia era una gens plebea romana presente durante le Guerre puniche. È conosciuta principalmente per due individui, probabilmente fratelli, che ottennero l'ufficio di tribuno della plebe nel 210 a.C., durante la guerra annibalica.

## Itria nominausati dalla gens
I praenomina utilizzati dalla gens furono almeno Gaius, Lucius e Quintus mentre non ci è giunto nessun cognomen.

## Membri illustri della gens
- Gaio Arennio (Gaius Arennius): vissuto nel III secolo a.C., fu tribuno della plebe nel 210 a.C.[2]
- Lucio Arennio (Lucius Arennius): vissuto nel III secolo a.C., fu anch'egli tribuno della plebe nel 210 a.C., e prefetto degli alleati  nel 208 a.C.: fu catturato dai cartaginesi nella battaglia in cui Marco Claudio Marcello fu sconfitto da Annibale[3]. Della sua sorte non si ha notizia.